# Kanton Frank
Der Kanton Frank war eine administrativ-territoriale Gebietskörperschaft der Wolgadeutschen ASSR.

## Geographie
Das Kantonszentrum war das Dorf Hussenbach (heute Linjowo).
Der Kanton Frank lag im Westen der Wolgadeutschen ASSR am Ostufer des Flusses Medwediza, der die Westgrenze der Wolgadeutschen Republik bildete. In dem Gebiet befand sich auch der Linjowosee. Der Kanton lag in einer hügeligen Landschaft. Der höchste Punkt befand sich auf dem Berg Sinaja mit 293 Metern.